# Cimadolmo
Cimadolmo (Simadolmo o Zimadolmo in veneto) è un comune italiano di 3 352 abitanti della provincia di Treviso in Veneto.

## Origini del nome
Si tratta di un fitonimo composto dei termini cima e olmo, ma l'aspetto semantico non è chiaro; forse va interpretato in senso traslato come "estremità di (un luogo chiamato) Olmo". 
Anticamente l'olmo era considerato un albero sacro, ma poteva anche indicare il luogo in cui si riunivano i rappresentanti della comunità. Fu inoltre piantumato nel corso delle bonifiche tardo-medievali poiché assorbe efficientemente l'umidità dal terreno.

## Storia

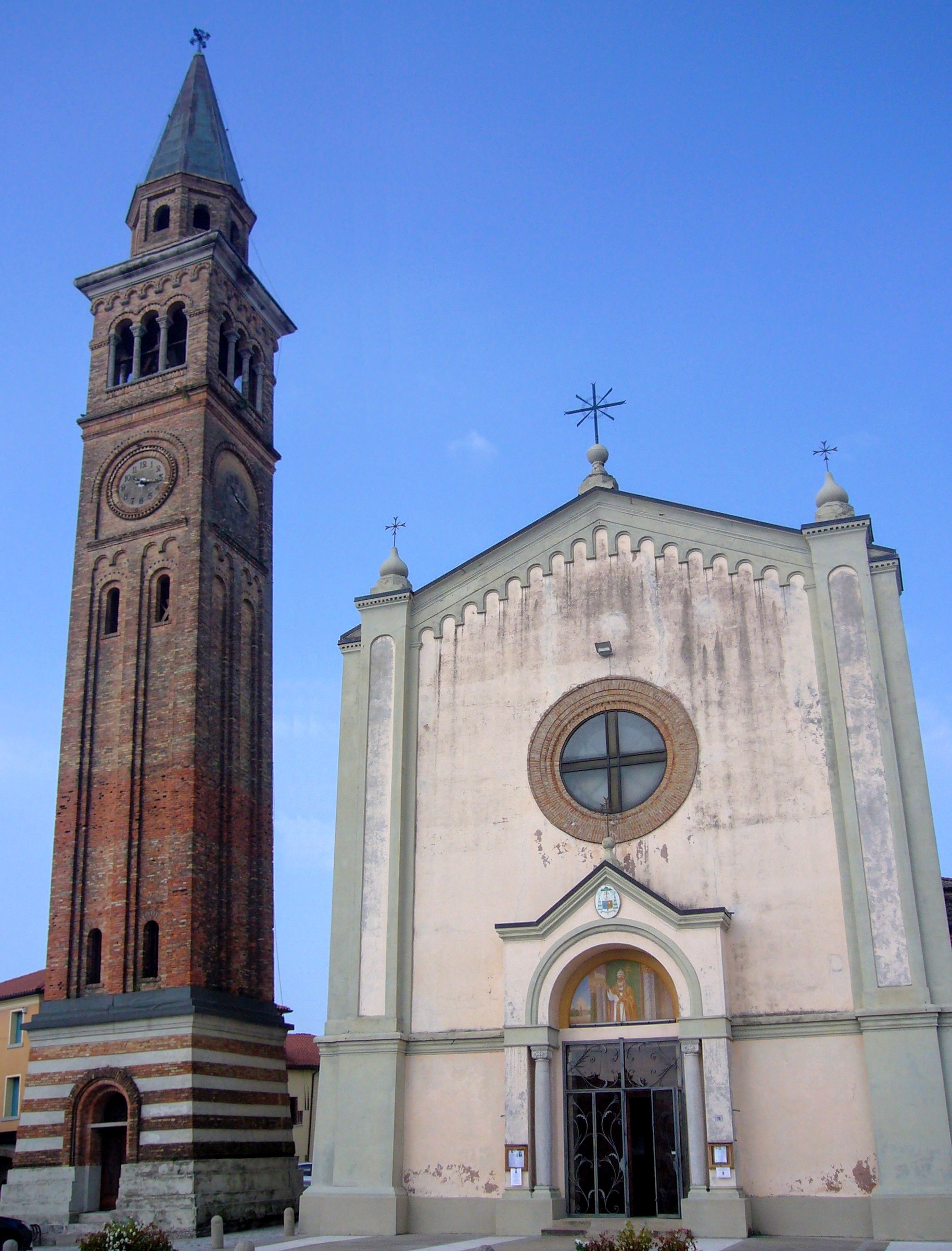
La chiesa di San Silvestro

È certo che un primo insediamento nella zona si fosse sviluppato in epoca romana, quando a Stabiuzzo venne fondato un presidio militare lungo la via Postumia e presso il Piave.
Per secoli fu dunque questa la maggiore località del territorio. sede di un mercato e di una pieve citata nel 1152 tra le dipendenze del vescovo di Treviso. Le continue piene del fiume la portarono però alla decadenza: la chiesa venne distrutta e il mercato trasferito dapprima a Ponte di Piave, quindi a Oderzo.
Nemmeno Cimadolmo ebbe una storia tranquilla, sempre condizionata dal tumultuoso fiume: tra il Quattro e il Cinquecento la chiesa di San Silvestro venne più volte distrutta. Solo tra il 1884 e il 1886 venne costruita una diga che permise, nel corso del Novecento, uno sviluppo demografico ed economico stabile.
Nel corso della Grande Guerra fu teatro di aspri combattimenti vista la vicinanza al fronte del Piave.

### Simboli
Il D.P.R. 21 dicembre 1989 ha concesso, insieme al gonfalone, lo stemma del comune:
Gli elementi nello scudo (l'olmo, la campagna, il fiume, l'isola) descrivono l'ambiente del comune ovvero le Grave di Papadopoli.
Il gonfalone è un drappo partito di bianco e di azzurro.

## Società

### Evoluzione demografica
Abitanti censiti

### Etnie e minoranze straniere
Al 31 dicembre 2017 gli stranieri residenti nel comune erano 535, ovvero il 15,6% della popolazione. Di seguito sono riportati i gruppi più consistenti:
1. Romania 150
2. Albania 142
3. India 108
4. Marocco 47

## Agricoltura
Il territorio comunale di Cimadolmo è prevalentemente coltivato a vigneto, ma spicca fra tutti i prodotti della zona la coltivazione dell'Asparago bianco di Cimadolmo IGP, un prodotto tipico ad indicazione geografica protetta.

## Amministrazione

### Sindaci dal 1995
| Periodo | Periodo   | Primo cittadino    | Partito                  | Carica  | Note |
| ------- | --------- | ------------------ | ------------------------ | ------- | ---- |
| 1995    | 1999      | Egidio Cadamuro    | Centro sinistra          | Sindaco |      |
| 1999    | 2004      | Egidio Cadamuro    | Centro sinistra          | Sindaco |      |
| 2004    | 2009      | Giancarlo Cadamuro | Centro sinistra          | Sindaco |      |
| 2009    | 2014      | Giancarlo Cadamuro | Centro sinistra          | Sindaco |      |
| 2014    | 2019      | Giovanni Ministeri | Lega per Salvini Premier | Sindaco |      |
| 2019    | 2024      | Giovanni Ministeri | Lega per Salvini Premier | Sindaco |      |
| 2024    | In carica | Giovanni Ministeri | Lega per Salvini Premier | Sindaco |      |